# Древесные узкороты
Древесные узкороты (Platypelis) — род бесхвостых земноводных из семейства Узкороты, эндемичный для Мадагаскара.

## Распространение
Эндемики Мадагаскара.

## Образ жизни
Древесные земноводные.

## Размножение
Выводят потомство в заполненных водой дуплах деревьев и пазухах листьев. Головастики не питаются, пока не превратятся в лягушат. Самцы присматривают за потомством и охраняют его, пока головастики не пройдут метаморфоз.

## Виды
Включает 12 видов:
- Platypelis alticola (Guibé, 1974)
- Бугорчатый узкорот (Platypelis barbouri) Noble, 1940
- Гладкий узкорот (Platypelis cowanii) Boulenger, 1882
- Узкорот-дровосек (Platypelis grandis) (Boulenger, 1889)
- Platypelis mavomavo Andreone, Fenolio & Walvoord, 2003
- Узорчатый узкорот (Platypelis milloti) Guibé, 1950
- Platypelis olgae Rakotoarison, Glaw, Vieites, Raminosoa, and Vences, 2012
- Platypelis pollicaris Boulenger, 1888
- Platypelis ravus Glaw, Köhler, and Vences, 2012
- Platypelis tetra Andreone, Fenolio & Walvoord, 2003
- Platypelis tsaratananaensis Guibé, 1974
- Platypelis tuberifera (Methuen, 1920)

## Иллюстрации

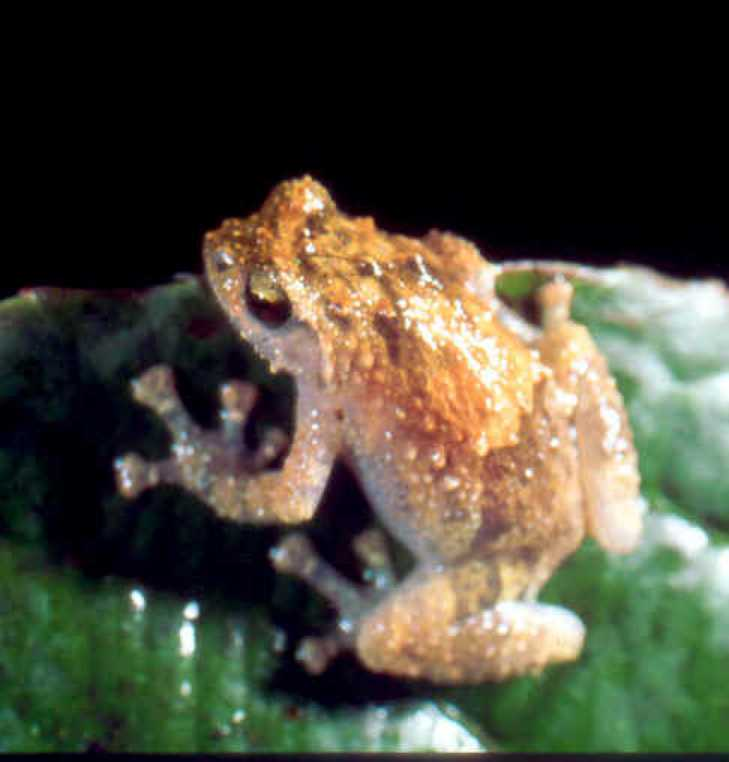
Platypelis barbouri
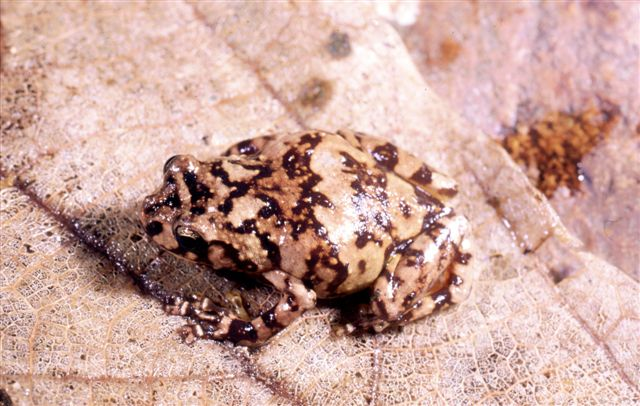
Platypelis mavomavo
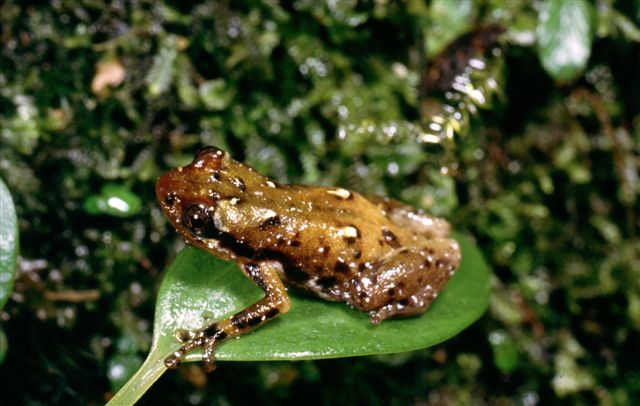
Platypelis tetra
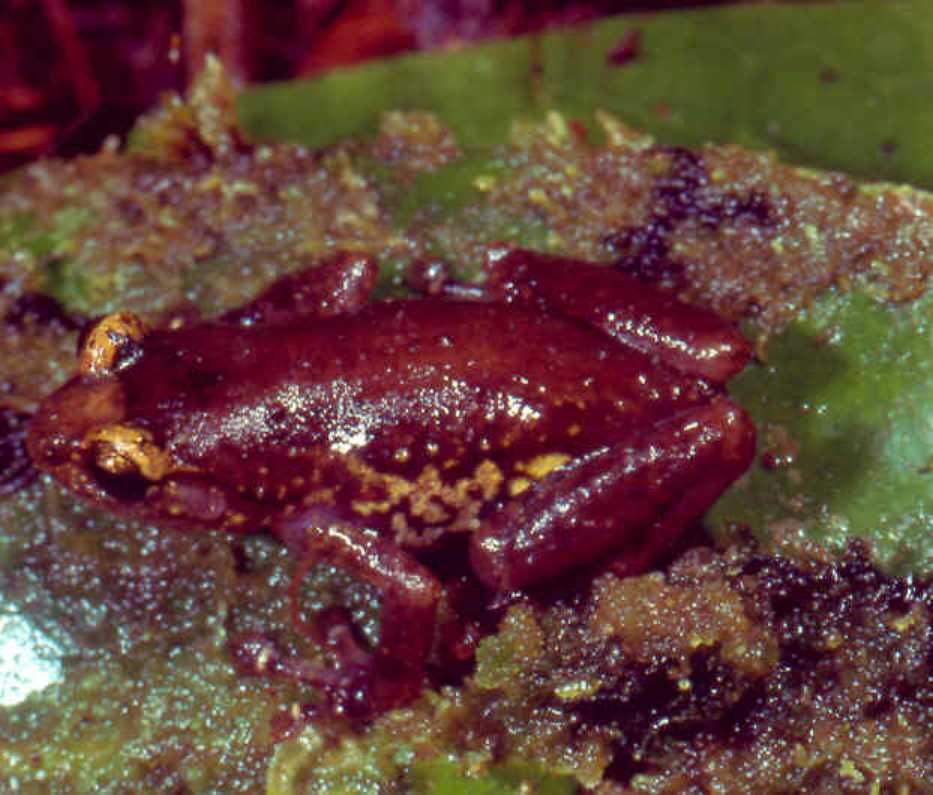
Platypelis tsaratananaensis
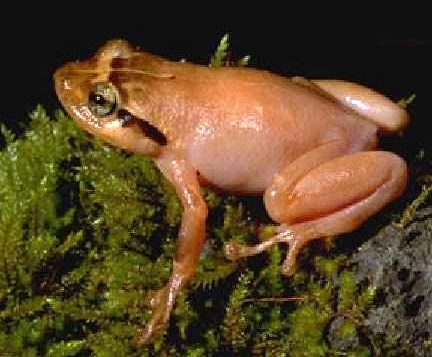
Platypelis tuberifera